# HMVC

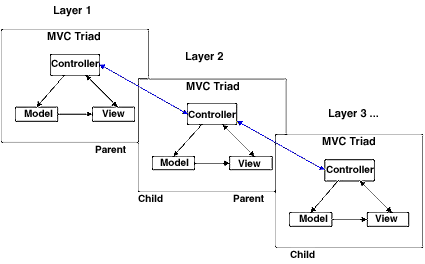
等级划分的MVC模式示意圖

HMVC（Hierarchical-Model-View-Controller），也可以叫做 Layered MVC。顾名思义，就是按等级划分的 MVC 模式，简单的解释就是把MVC又细分成了多个子 MVC，每个模块就分成一个 MVC。
使用 HMVC 的好处就是可以降低各个功能模块之间的耦合性，提高代码复用性，使得每个功能都可以独立出来，每个模块都有自己的 MVC 结构，这就有点像 ActiveX 控件，每个控件都有自己的行为，控件之间互不影响。

## CodeIgniter结构示意
```
 application
 	|- controllers
 		|- controllers1.php
 		|- controllers2.php
 		|- ...
 	|- models
 		|- models1.php
 		|- models2.php
 		|- ...
 	|- views
 		|- views1
 			|- index.php
 			|- footer.php
 			|- ...
 		|- views2
 			|- index.php
 			|- footer.php
 			|- ...
 		|- ...
```

　　上面的就是 CodeIgniter 原来的结构，如果是 HMVC 的话结构就是：
```
 application
 	|- modules
 		|- module1
 			|- controllers
 				|- controllers.php
 			|- models
 				|- models.php
 			|- views
 				|- index.php
 				|- footer.php
 				|- ...
 		|- module2
 			|- controllers
 				|- controllers.php
 			|- models
 				|- models.php
 			|- views
 				|- index.php
 				|- footer.php
 				|- ...
 		|- ....
 	|- controllers
 		|- ...
 	|- models
 		|- ...
 	|- views
 		|- ...
```

请注意，以上只是 CodeIgniter 框架的 HMVC 文件夹结构的一种表现形式，不代表 HMVC 必须以这个结构为准，需要根据不同语言或框架来设计其 HMVC 结构。